# 우주메리미
《우주메리미》는 2025년 10월 10일부터 방송 예정인 SBS 금토 드라마이다.

## 등장인물

### 주요 인물
- 최우식 : 김우주 ① 역 -  80년 전통 대한민국 최초 제과점 명순당의 4대 독자이자 전도유망한 마케팅 팀장으로, 죽은 아버지 대신 명순당을 이끌어야 한다는 일념을 가진 나르시시스트 완전무결 T형 인간 김우주는 협력업체 디자이너 유메리와 비즈니스 관계로 대차게 얽혀, 어쩌다 가짜 남편까지 되고 마는 환장할 사연의 소유자다.

- 정소민 : 유메리 역 - 신혼부부 특전인 최고급 타운하우스 경품을 지키기 위해 가짜 남편을 구하는 엉뚱하고 화끈한 생계형 디자이너이자, 약혼자의 외도로 인한 파혼, 신혼집 전세사기 등 인생의 시련을 원포인트로 받아버린 그는 파혼 후에 당첨돼 버린 신혼집을 사수하기 위해 전 약혼자와 동명이인인 김우주에게 대뜸 프러포즈를 해버리는 벼랑 끝 예비 신부다.

- 배나라 : 백상현 역 - 야심이 가득하지만, 인간적인 매력을 가진 인물이자, 가난했던 과거에서 벗어나 상류층의 세계에 머물기 바라는 인물로, 위장부부 행세를 하는 김우주(최우식 분)와 유메리(정소민 분)를 감시하게 된다.

- 서범준 : 김우주 ② 역 - 명문대 수학과를 나와 금융 회사에 취업한 '엄친아'이자, 얼떨결에 사귀게 된 연상의 유메리(정소민 분)와 약혼까지 하게 되지만, 이상형이 나타나자 바람을 피우다 결국 파혼을 당한다.

### 주변 인물
- 신슬기 : 윤진경 역 - 남성들의 시선을 한 몸에 받는 미모를 지녔으나, 털털한 성격 탓에 외모에 크게 신경 쓰지 않는 가정의학과 1년 차 전문의.